# Oreonoma rubriplaga
Oreonoma rubriplaga là một loài bướm đêm trong họ Geometridae.